# Эргльский район
Эргльский район (латыш. Ērgļu rajons) — бывший административный район Латвийской ССР.

## История
Эргльский район был образован Указом Президиума Верховного Совета Латв. ССР от 31 декабря 1949 года.
Район состоял из рабочего посёлка Эргли, Вестиенского, Заубского, Катринского, Клигенского, Лейманского, Лиепкалнского, Мазозолского, Огресличского, Платорского, Сауснейскайского, Скуенского, Таурунского, Эргльского и Юмурдского сельских советов. Районным центром был рабочий посёлок Эргли.
7 декабря 1956 года к Эргльскому району была присоединена часть территории упразднённого Гауенского района.
11 ноября 1959 года Эргльский район был упразднён, а его территория передана в Цесисский, Сигулдский, Огрский и Мадонский районы.
Расстояние от Риги по железной дороге составляло 98 км. Ближайшей железнодорожной станцией была Эргли, находившаяся на территории районного центра.